# 圣保罗拉罗什
圣保罗拉罗什（法語：Saint-Paul-la-Roche，法語發音：[sɛ̃ pɔl la ʁɔʃ]）是法国多尔多涅省的一个市镇，位于该省东北部，属于农特龙区。

## 地理
圣保罗拉罗什（45°28'39"N, 0°59'56"E）面积39.22 平方千米，位于法国新阿基坦大区多爾多涅省，该省份为法国西南部内陆省份，是法國本土面积第三大的省，大致对应佩里戈尔地区，北起顺时针与夏朗德省、上维埃纳省、科雷兹省、洛特省、洛特-加龙省、吉倫特省和滨海夏朗德省接壤。
与圣保罗拉罗什接壤的市镇（或旧市镇、城区）包括：圣普列斯特-莱富热尔、大瑞米亚克、萨拉扎克、楠特伊、蒂维耶、圣若里德沙莱、沙莱、拉科基耶。

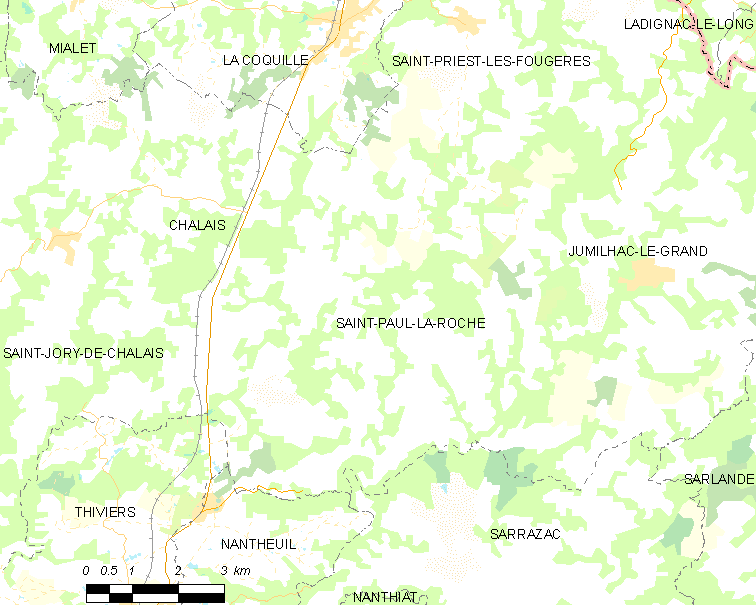
圣保罗拉罗什的OSM定位图

圣保罗拉罗什的时区为UTC+01:00、UTC+02:00（夏令时）。

## 行政
圣保罗拉罗什的邮政编码为24800，INSEE市镇编码为24481。

## 政治
圣保罗拉罗什所属的省级选区为蒂维耶县。

## 人口

1962-2008年间圣保罗拉罗什人口变化图示

圣保罗拉罗什于2022年1月1日时的人口数量为533人。